# خالد إبراهيم (سياسي)
خالد إبراهيم (بالملايوية: Abdul Khalid Ibrahim)‏ هو شخصية أعمال وسياسي ماليزي، ولد في 14 ديسمبر 1946 في جيرام ‏ في ماليزيا. نشط حزبياً في حزب عدالة الشعب. وقد انتخب عضو ديوان الرعية ‏.